# 壮志千秋
是一部由雷电华拍摄，上映于1931年的美国西部片，由韦斯利·拉格尔斯執導。本片改编自埃德納·菲伯的小说《Cimarron》。主演有李察·迪克斯和艾琳·邓恩。本片获得了第4届奥斯卡最佳影片奖，也是第一部获得这个奖项的西部片。
虽然上映的时候颇受好评，但本片的票房并不理想，只有大约150万美元。不过，值得注意的是那时候正值大萧条时期。这部电影的制作规模在当时堪称庞大，耗资125万美元，总共动用了47台摄像机，服装师们为本片提供了5000套以上的衣服。

## 剧情
本片的剧情开始于1889年，最后的结局终结于1929年。主人公携带妻子来到美国西部的俄克拉荷马州，打算在草原上建设他们的新家园。然而，西部生活绝非一帆风顺。他们同当地牧场主产生了利益纠纷，糟糕的治安环境使得土匪时常侵扰。主人公同情印第安人，经常做出一些义举。他还组织亲朋好友开发油田、开办报纸。这些举动却招来了更多的仇恨，最终主人公在油井失火中丧失了性命。在长达40年的时间之中，主人公到达的地方原本只是一个偏远地区的小城镇，结果由于在地下发现了石油而蓬勃发展起来，到1929年的大萧条之前已经成为了一个繁荣的都市。这个过程也可以看做是美国西部大开发过程中无数城市身上所发生故事的缩影。

## 演員
- 李察·迪克斯（英语：Richard Dix） 飾 Yancey Cravat
- 艾琳·邓恩 飾 Sabra
- 埃斯泰勒·泰勒（英语：Estelle Taylor） 飾 Dixie Lee
- 南斯·歐尼爾（英语：Nance O'Neil） 飾 Felice
- 小威廉·克里爾（英语：William Collier Jr.） 飾 The Kid
- 羅斯科·亞提斯（英语：Roscoe Ates） 飾 Jesse Rickey
- 喬治·E·史東（英语：George E. Stone） 飾 Levy
- 史丹利·菲爾茲（英语：Stanley Fields (actor)） 飾 Yountis
- 羅伯特·麥克韋德（英语：Robert McWade） 飾 Louis Hefner
- 艾德納·梅·奧利佛（英语：Edna May Oliver） 飾 Tracy Wyatt
- 茱蒂絲·巴瑞特（英语：Judith Barrett） 飾 Donna
- 歐仁·傑克遜（英语：Eugene Jackson） 飾 Isaiah
- 丹尼斯·奧克費（英语：Dennis O'Keefe）（未掛名）